# Blockshof
Blockshof ist ein Weiler im Ortsteil Wollin der Stadt Penkun des Amtes Löcknitz-Penkun im Landkreis Vorpommern-Greifswald in Mecklenburg-Vorpommern.

## Geografie
Der Ort liegt zwei Kilometer nordnordöstlich von Penkun im Südosten der Gemarkung von Wollin und 500 Meter nördlich der hier verlaufenden Bundesautobahn 11. Blockshof ist umgeben von einer offenen Agrarfläche. Die Nachbarorte sind Battinsthal im Norden, Schuckmannshöhe im Nordosten, Storkow und Büssow im Südosten, Penkun im Südwesten sowie Wollin im Westen.